# Ypsolopha ephedrella
Ypsolopha ephedrella là một loài bướm đêm thuộc họ Ypsolophidae. Loài này có ở Turkmenistan và Kyrghyzstan.